# Pudasjärvi
Pudasjärvi – gmina w Finlandii, położona w północnej części kraju, należąca do regionu Pohjois-Pohjanmaa.